# Lake Hart (Florida)
Lake Hart ist  ein census-designated place (CDP) im Orange County im US-Bundesstaat Florida. Das U.S. Census Bureau hat bei der Volkszählung 2020 eine Einwohnerzahl von 1.052 ermittelt.

## Geographie
Lake Hart grenzt im Osten an den gleichnamigen See und im Nordwesten direkt an die Stadt Orlando.

## Demographische Daten
Laut der Volkszählung 2010 verteilten sich die damaligen 542 Einwohner auf 343 Haushalte. Die Bevölkerungsdichte lag bei 154,9 Einw./km². 94,5 % der Bevölkerung bezeichneten sich als Weiße, 0,7 % als Afroamerikaner, 0,2 % als Indianer und 3,1 % als Asian Americans. 0,9 % gaben die Angehörigkeit zu einer anderen Ethnie und 0,6 % zu mehreren Ethnien an. 8,1 % der Bevölkerung bestand aus Hispanics oder Latinos.
Im Jahr 2010 lebten in 22,0 % aller Haushalte Kinder unter 18 Jahren sowie 28,0 % aller Haushalte Personen mit mindestens 65 Jahren. 68,3 % der Haushalte waren Familienhaushalte (bestehend aus verheirateten Paaren mit oder ohne Nachkommen bzw. einem Elternteil mit Nachkomme). Die durchschnittliche Größe eines Haushalts lag bei 2,44 Personen und die durchschnittliche Familiengröße bei 2,94 Personen.
21,2 % der Bevölkerung waren jünger als 20 Jahre, 15,7 % waren 20 bis 39 Jahre alt, 42,7 % waren 40 bis 59 Jahre alt und 20,4 % waren mindestens 60 Jahre alt. Das mittlere Alter betrug 47 Jahre. 53,1 % der Bevölkerung waren männlich und 46,9 % weiblich.
Das durchschnittliche Jahreseinkommen lag bei 54.216 $, dabei lebte niemand unter der Armutsgrenze.
Im Jahr 2000 war Englisch die Muttersprache von 100 % der Bevölkerung.